# Umweltpark „Antonis Tritsis“

Der Park des Umweltbewusstseins „Antonis Tritsis“ (griechisch Πάρκο Περιβαλλοντικής Ευαισθητοποίησης «Αντώνης Τρίτσης» Párko Perivallondikís Evesthitopíisis „Andónis Trítsis“) auch Umweltpark „Antonis Tritsis“ ist ein öffentlicher Park in Ilio, einer Vorstadtgemeinde der griechischen Hauptstadt Athen. Er gilt mit einer Fläche von etwa 1,2 km² als eine der größten Parkanlagen Griechenlands. Der Park liegt im Nordosten von Ilio an der Gemeindegrenze zu Agii Anargyri-Kamatero. Es wurde 1832 von Anwohnern gegründet. Der endgültige Name des Parks wurde aufgrund der von ihm organisierten Aktivitäten und des Interesses des ehemaligen Bürgermeisters von Athen, Antonis Tritsis, gegeben.

## Galerie

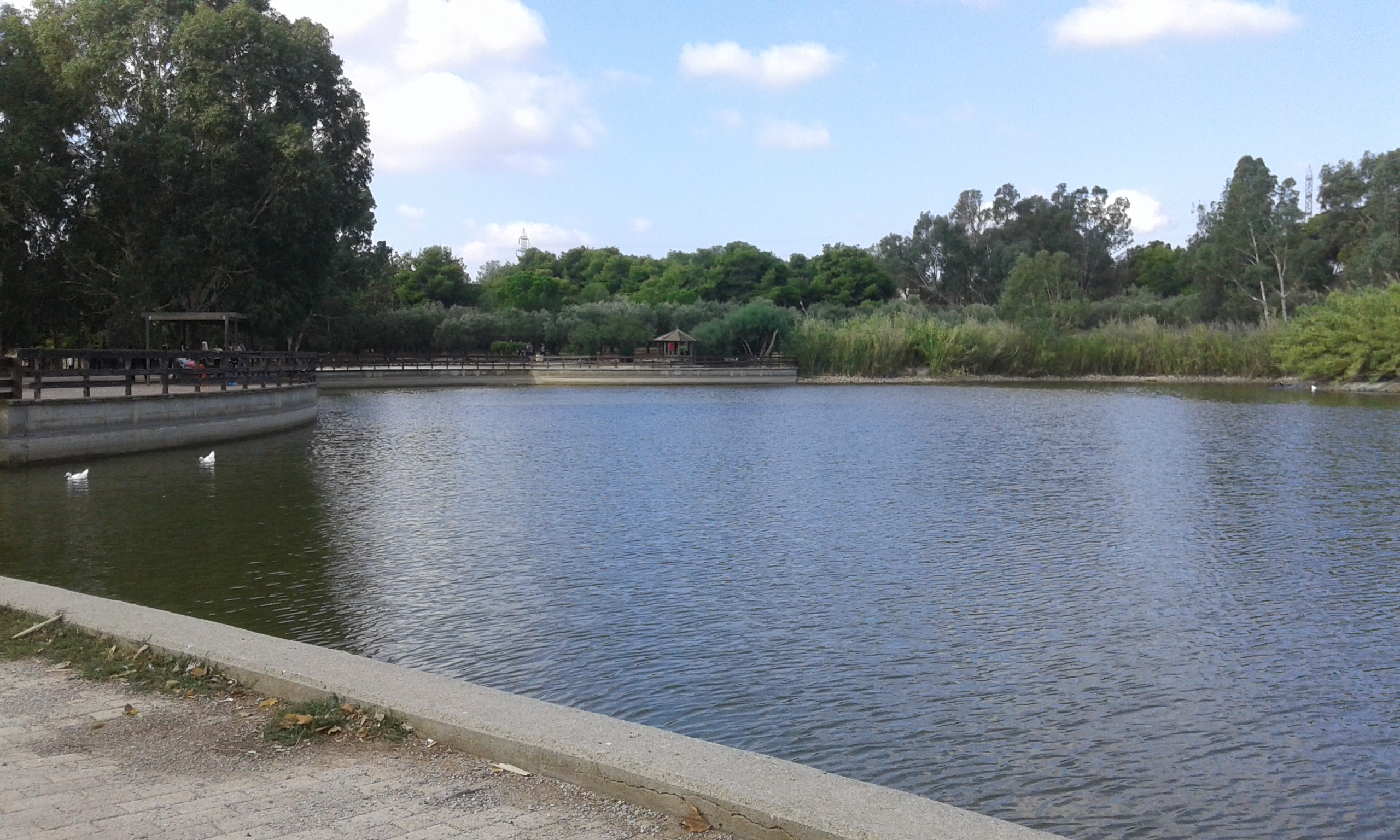
Der zentrale See des Parks
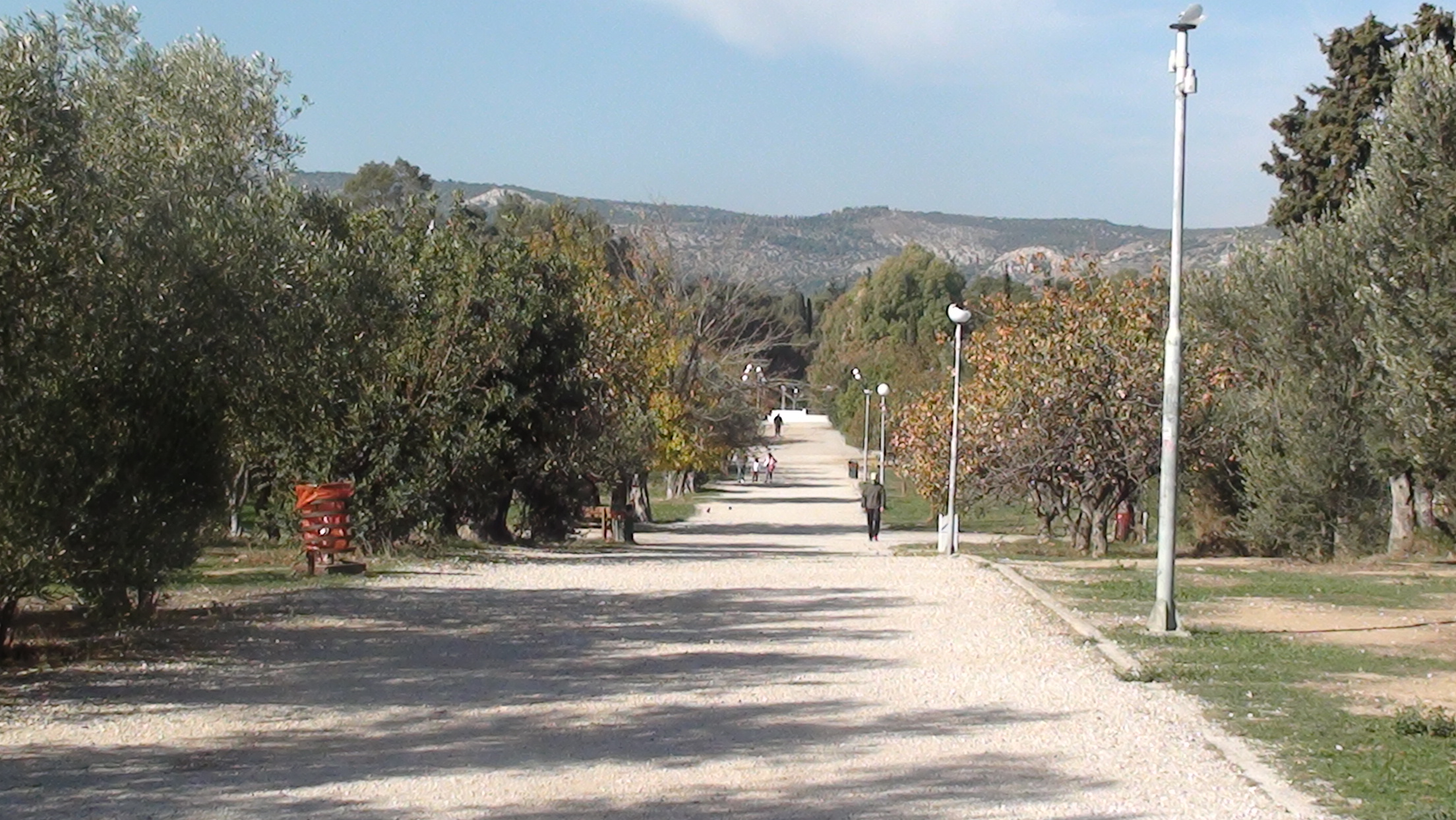
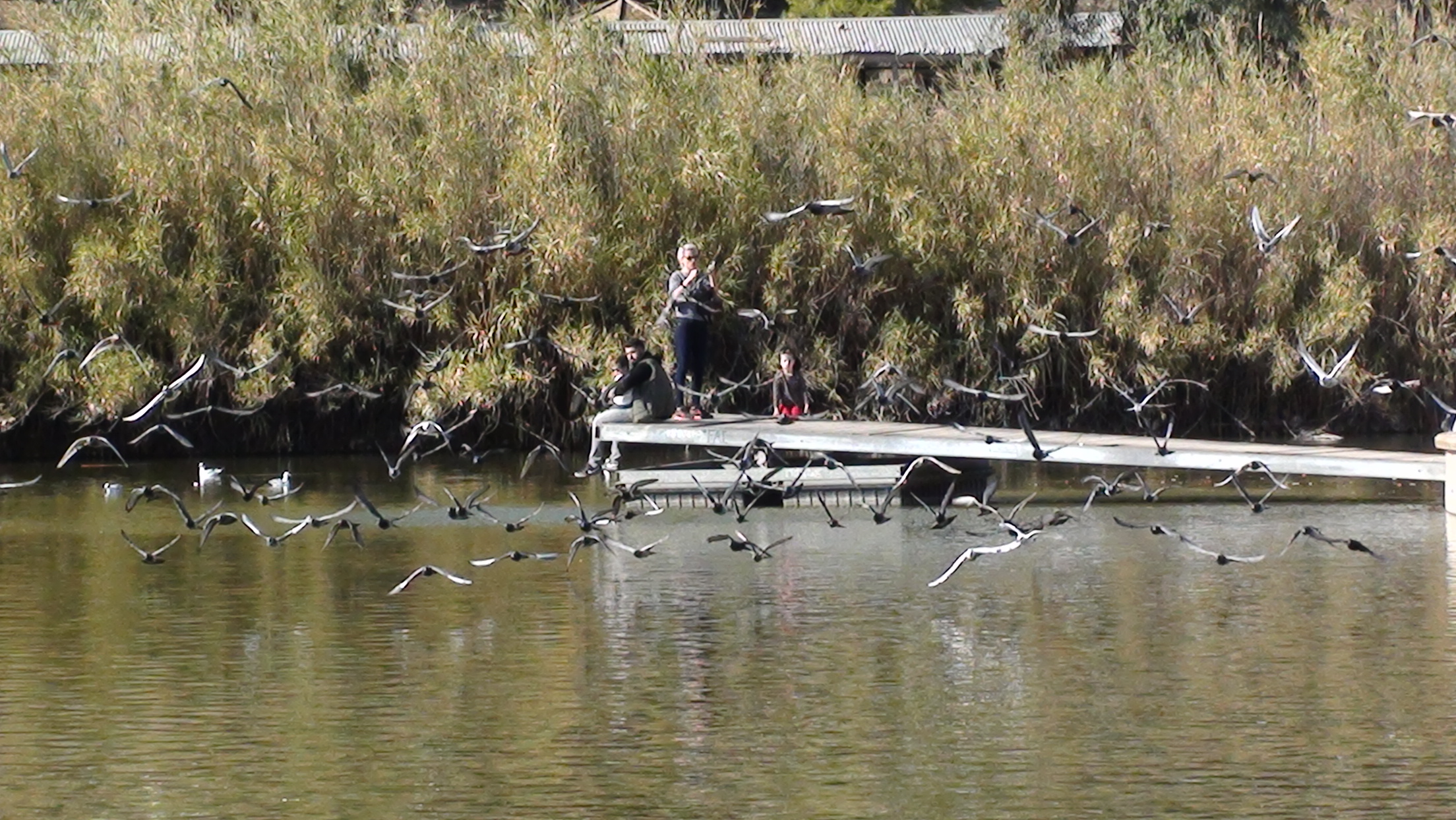
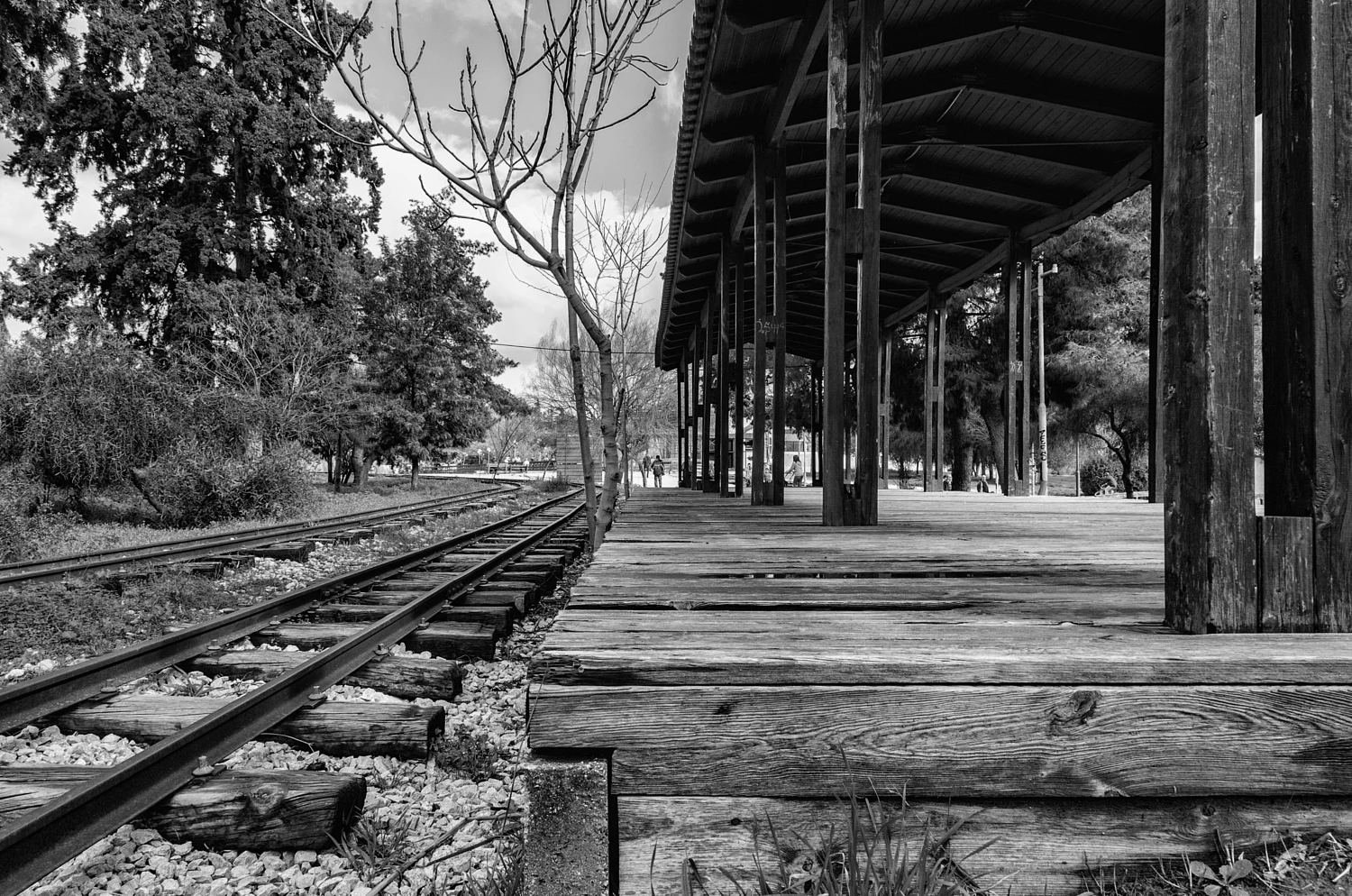
Verfallene Gleise und Station der nicht genutzten Parkeisenbahn